# Język abinomn
Język abinomn, także: avinomen, foja, foya, baso – język izolowany używany w prowincji Papua w zachodniej części Nowej Gwinei w Indonezji. W 2002 roku językiem abinomn posługiwało się 300 osób.
Nie został dobrze opisany. Na poziomie leksyki jest wyraźnie odrębny od okolicznych języków (i od początku był rozpatrywany jako izolat). Pewne informacje nt. tego języka zebrał Mark Donohue.
Nazwa „baso” ma negatywne zabarwienie.
Jest zapisywany alfabetem łacińskim.